# 任成宰
任成宰（韓語：임성재，1998年3月30日—），韓國男子職業高爾夫球運動員。於2018至19賽季獲頒PGA巡迴賽新人獎。他在2019年為國際隊於皇家墨爾本高爾夫俱樂部出戰總統杯，並且助其獲勝。

## 外部連結
- Sungjae Im在PGA巡迴賽的官方網站
- Sungjae Im在歐洲巡迴賽官方網站
- Sungjae Im在男子高爾夫世界排名的官方網站